# Горинець-Здруй (гміна)
Гміна Горинець-Здруй (пол. Gmina Horyniec-Zdrój) — сільська гміна у східній Польщі. Належить до Любачівського повіту Підкарпатського воєводства. Адміністративний центр — село Горинець.
Станом на 31 грудня 2011 у гміні проживало 4991 особа.

## Площа
Згідно з даними за 2007 рік площа гміни становила 202.78 км², у тому числі:
- орні землі: 37.00 %
- ліси: 57.00 %

Таким чином, площа гміни становить 15.50 % площі повіту.

## Населення
Станом на 31 грудня 2011:
| Опис     | Загалом | Загалом | Чоловіки | Чоловіки | Жінки | Жінки |
| -------- | ------- | ------- | -------- | -------- | ----- | ----- |
| одиниця  | осіб    | %       | осіб     | %        | осіб  | %     |
| все      | 4991    | 100     | 2480     | 49.69    | 2511  | 50.31 |
| міське   | 0       | 100     | 0        |          | 0     |       |
| сільське | 4991    | 100     | 2480     | 49.69    | 2511  | 50.31 |

## Населені пункти
- Верхрата (пол. Werchrata)
- Вілька-Горинецька (пол. Wólka Horyniecka)
- Горинець-Здруй (до 30.12.2012 — Горинець, пол. Horyniec-Zdrój)
- Дев'ятир (пол. Dziewięcierz)
- Криве (пол. Krzywe)
- Монастир (пол. Monasterz)
- Мриглоди (пол. Mrzygłody Lubyckie)
- Нивки (Підкарпатське воєводство) (пол. Niwki)
- Нове Брусно (пол. Nowe Brusno)
- Новини Горинецькі (пол. Nowiny Horynieckie)
- Подемщина (пол. Podemszczyzna)
- Полянка Горинецька (пол. Polanka Horyniecka)
- Пруси (пол. Prusie)
- Пугачі (пол. Puchacze)
- Радруж (пол. Radruż)
- Свидниця (Підкарпатське воєводство) (пол. Świdnica)

## Історія
1 серпня 1934 р. було створено об'єднану сільську гміну Горинець в Любачівському повіті Львівського воєводства. До неї увійшли сільські громади: Горинець-Здруй, Дойчбах, Криве, Нове Брусно, Новини Горинецькі, Подемщина, Рудка, Вілька-Горинецька.
У середині вересня 1939 року німці окупували територію гміни, однак вже 26 вересня 1939 року мусіли відступити, оскільки за пактом Ріббентропа-Молотова вона належала до радянської зони впливу. Через кілька місяців був утворений Горинецький район. В червні 1941, з початком Радянсько-німецької війни, територія знову була окупована німцями. Відділ УПА «Галайди» ВО-2 «Буг» обороняв села від радянських партизанів. В липні 1944 року радянські війська оволоділи цією територією.
У жовтні 1944 року західні райони Львівської області віддані Польщі, а українське населення вивезено до СРСР та на понімецькі землі.

## Сусідні гміни
Гміна Горинець-Здруй межує з такими гмінами: Любачів, Наріль, Чесанів.